# Terborg

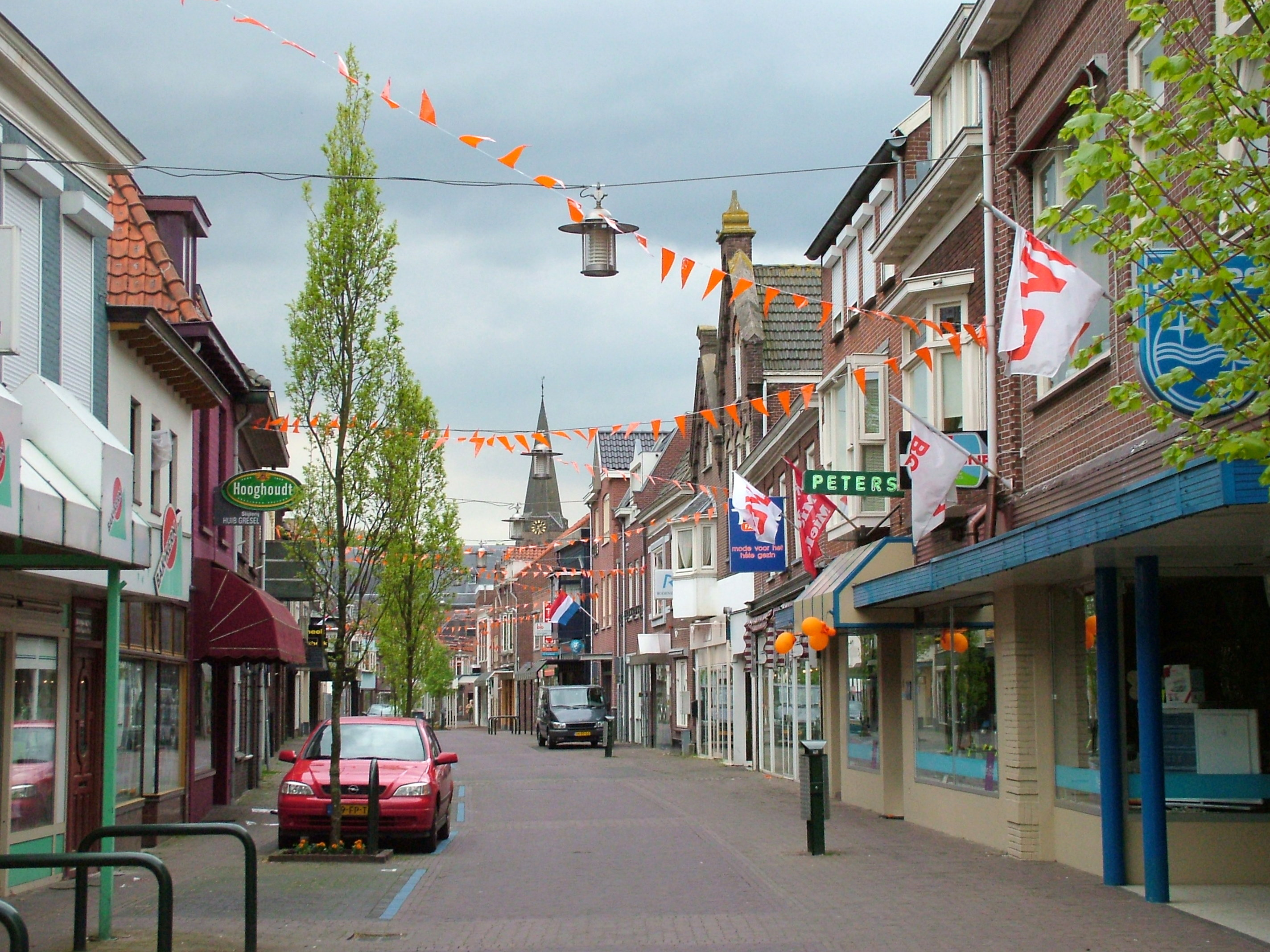
Hoofdstraat van Terborg (april 2008).

Terborg is een kleine stad in de Achterhoek die deel uitmaakt van de gemeente Oude IJsselstreek (tot 2005: gemeente Wisch), in de Nederlandse provincie Gelderland. Terborg telde op 1 januari 2023 4.680 inwoners.
Terborg ligt ongeveer 7 kilometer ten zuidoosten van Doetinchem en grenst aan Gaanderen in het noorden, Etten in het westen en Silvolde in het zuiden. Terborg heeft een station, aan de spoorlijn Arnhem - Winterswijk.
Terborg is gelegen aan de Oude IJssel. Direct naast het centrum van het stadje ligt kasteel Wisch. In het zuidoosten, nabij Silvolde, ligt het natuurgebied de Paasberg.
Terborg kreeg in 1419 stadsrechten. De beschermheilige van de stad is Sint-Joris.

## Geschiedenis

### Kasteel Wisch en Terborg

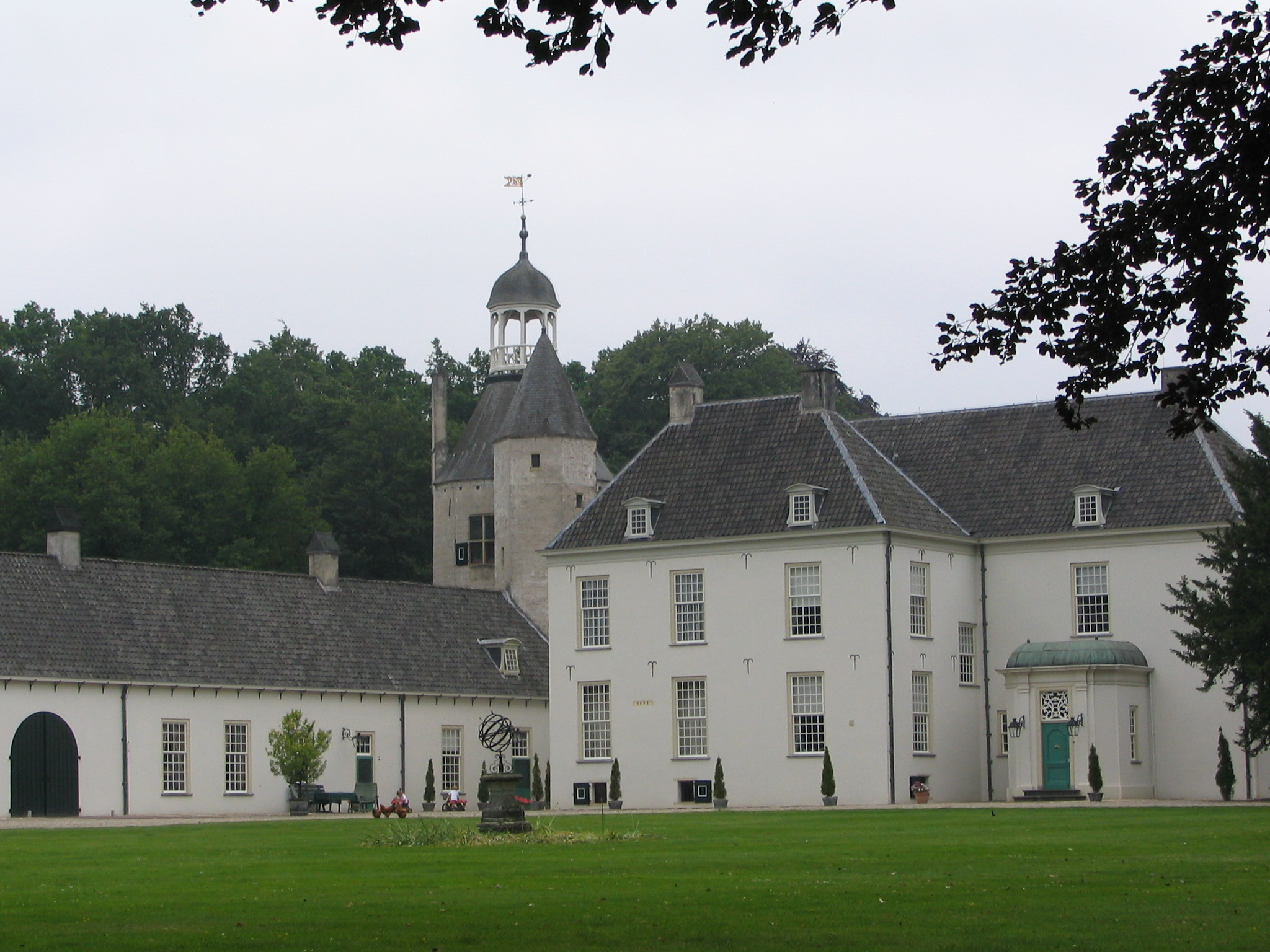
Kasteel Wisch te Terborg.

De geschiedenis van Terborg begint met de bouw van kasteel Wisch op de oostelijke oever van de Oude IJssel. De heren van Wisch hadden reeds een kasteel op de andere oever, drie kilometer stroomafwaarts bij De Heuven (Etten), ook wel Oud-Wisch genoemd. Zij hadden last van de meanderende Oude IJssel, die hun gebied in tweeën sneed en hadden behoefte aan een versterking op de andere oever. In de dertiende eeuw bouwde Dirk I van Wisch een nieuw kasteel op de plek van het huidige kasteel Wisch.
Het nieuwe huis lag op een gunstige plek, dicht bij de Oude IJssel en bij de handelsweg van Anholt naar Doetinchem en Doesburg. Het gebied rond het kasteel werd wel Hof ter Borg genoemd. Johan, de jongste zoon van Dirk I, betrok het nieuwe kasteel rond 1285.
Ten noorden van het kasteel (de "burcht" of "borch"), ontstond een dorpje dat Toe Borch of Terborg werd genoemd (ook wel: Ter Burg, Ter Burgt, Ter Burght, Ter Borch,Ter Borg, Ter Borgh, Terborgh, of Toe Borgh). De naam betekent letterlijk: ter burcht, ofwel: bij het kasteel.

### Stadsrechten
Op 23 april 1419, de naamdag van de heilige Sint-Joris, verleenden de heren van Wisch, Hendrik III en Dirk IV, stadsrechten aan Terborg.
De stad werd bestuurd door een schout en schepenen en had recht op een eigen rechtspraak, stadsmuren, tol en markten. Terborg had omstreeks 1400 rond de driehonderd inwoners.

### Beschermheilige Sint-Joris

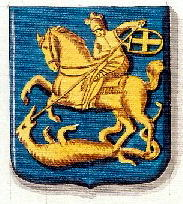
Het wapen van Terborg.

Terborg verkreeg stadsrechten op 23 april, de naamdag van de heilige Sint-Joris. In de kapel aan het einde van de hoofdstraat (de huidige Nederlands Hervormde Kerk) had Hendrik van Wisch reeds in 1372 een altaar laten plaatsen gewijd aan Maria en aan de heilige Georgius, ofwel Sint-Joris. Als stadswapen en stadszegel voor Terborg werd dan ook gekozen voor een afbeelding van Sint-Joris te paard die de draak doorboort. Het wapen is in goud, op een blauwe achtergrond (lazuur). Het onderschrift luidde: Sigillum civitatis de Castro (stadswapen van ter borg).
Nog altijd is Sint-Joris beschermheilige van de stad Terborg.

### Omwalling

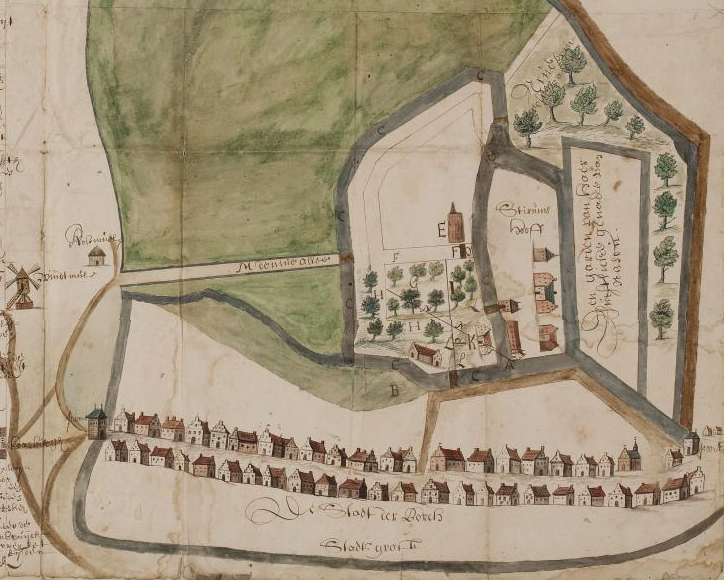
Terborg in 1666.

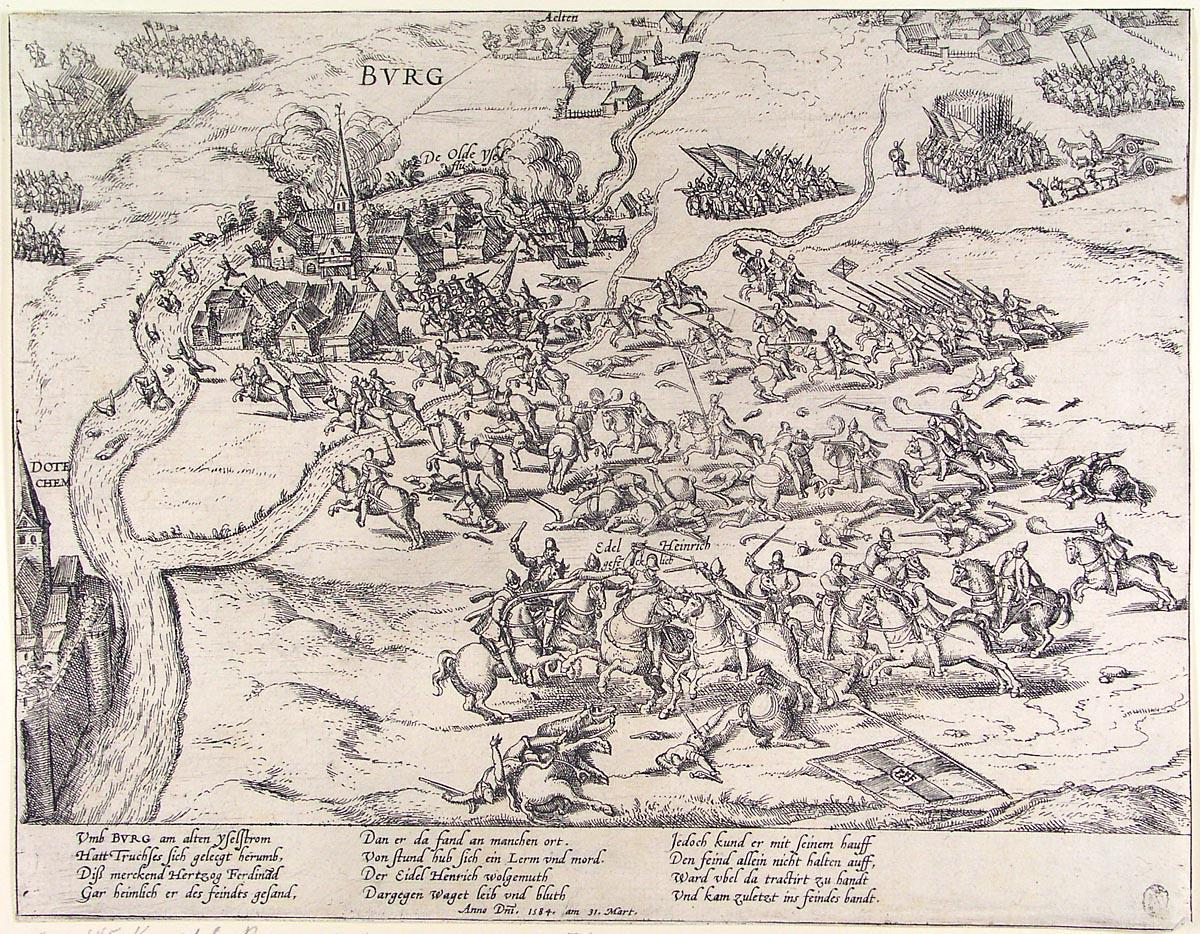
Veldslag bij Terborg op 31 maart 1584 (in de zg. Keulse Oorlog).

Lange tijd bestond Terborg uit slechts één straat, de Hoofdstraat. Vanaf de veertiende eeuw stonden aan het begin en einde stadspoorten. In het westen de Molenpoort of IJsselpoort. Deze werd bewaakt door dienaren van de heren van Wisch. In het oosten de Bergpoort of Zandpoort (deze namen verwijzen naar de Paasberg). Deze poort werd bewaakt door stadspoortwachters. Er waren ook grachten  en een wal. De loop van de grachten is nu nog herkenbaar aan de Walstraat (ten noorden van de Hoofdstraat) en het Gravenpad (ten zuiden ervan).
Net buiten de Bergpoort, op een kruispunt van twee belangrijke herenwegen, werd halverwege de zeventiende eeuw een herberg gebouwd voor mensen die na het sluiten van de stadspoorten de stad niet meer in konden. Tegenwoordig staat er nog steeds een hotel op deze plek (met de naam De Roode Leeuw); het huidige gebouw aan het Sint Jorisplein stamt echter uit 1900.
De gracht werd gedempt tussen 1851 en 1860. De stadspoorten zijn rond 1860 verdwenen.

### Papklok
Elke avond om 21:00 uur luidt de klok van de Nederlands Hervormde kerk. Dit gebruik stamt nog uit de tijd dat Terborg stadspoorten had. De klok werd geluid voor de poorten sloten, als teken voor de bewoners om naar huis te gaan voor het avondeten. In veel gevallen aten de mensen in die tijd 's avonds pap, vandaar de naam papklok.

### Slag bij Terborg
Tijdens de Tachtigjarige Oorlog, in 1584, vond er een veldslag plaats bij Terborg tussen het Spaanse en het Keulse leger. De Keulse legereenheid werd daarbij verslagen.

### De Terborgsche Molen

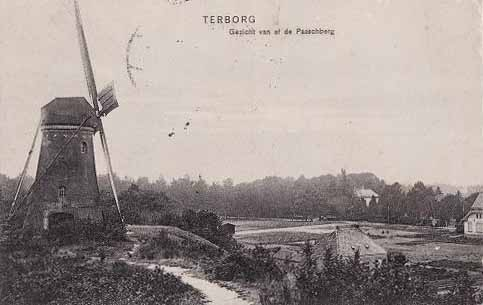
Ansichtkaart uit 1908 van De Terborgsche Molen.

Tot 1921 stond er een korenmolen op de Paasberg in Terborg. De oorspronkelijke standerdmolen (waarvan het bouwjaar onbekend is) werd in 1830 vervangen door een grondzeiler. De Paasberg was een zeer geschikte locatie omdat de berg toen nog niet begroeid was met bomen en de molen daar veel profijt had van de wind. Volgens de sage over het glujende peerd zou de molen op een kwade dag in vlammen opgaan. De molen werd in 1921 afgebroken. Aan de Paasberglaan staat nog steeds het Mulderhuis.

### Negentiende en twintigste eeuw
In de 19e eeuw ontstond de gemeente Wisch. Deze kwam voort uit de Heerlijkheid Wisch, die Terborg, Silvolde en Varsseveld besloeg. In 1813 verloor kasteel Wisch haar heerlijke rechten. Op 1 januari 1812 werd de gemeente Wisch gesplitst in twee zelfstandige gemeenten Terborg en Varsseveld. Al op 1 januari 1818 werd deze splitsing ongedaan gemaakt en gingen Terborg en Wisch weer op in de herstelde gemeente Wisch. Bij de gemeentelijke herindeling op 1 januari 2005 ging de gemeente Wisch op in de gemeente Oude IJsselstreek. Tot dan toe stond het gemeentehuis in Varsseveld.
In 1885 werd het spoorwegstation geopend. Terborg was vanaf de 19e eeuw bekend vanwege de ijzergieterijen en antiekhandelaren. Rond 1900 telde Terborg ongeveer duizend bewoners.
In de eerste helft van de 20e eeuw kende Terborg ook twee tramlijnen (Doetinchem - Anholt (D) en Zeddam - Lievelde). In 1953 werden de tramlijnen opgebroken.

### Terborg in de 21ste eeuw
Vanaf 2008 werd het centrum van Terborg opgeknapt en heringericht. De bebouwing aan de Hoofdstraat, Walstraat en het St. Jorisplein werd grotendeels vernieuwd, waarbij de beide kerken en kasteel Wisch beter tot hun recht kwamen.
In 2019 werd gevierd dat Terborg zeshonderd jaar geleden stadsrechten had gekregen. Er waren het hele jaar door activiteiten en projecten, zoals een historische tentoonstelling, een standbeeldenproject, een reproductie van de stadspoorten aan weerszijden van de Hoofdstraat en een openluchtspel.

## Religieuze gebouwen

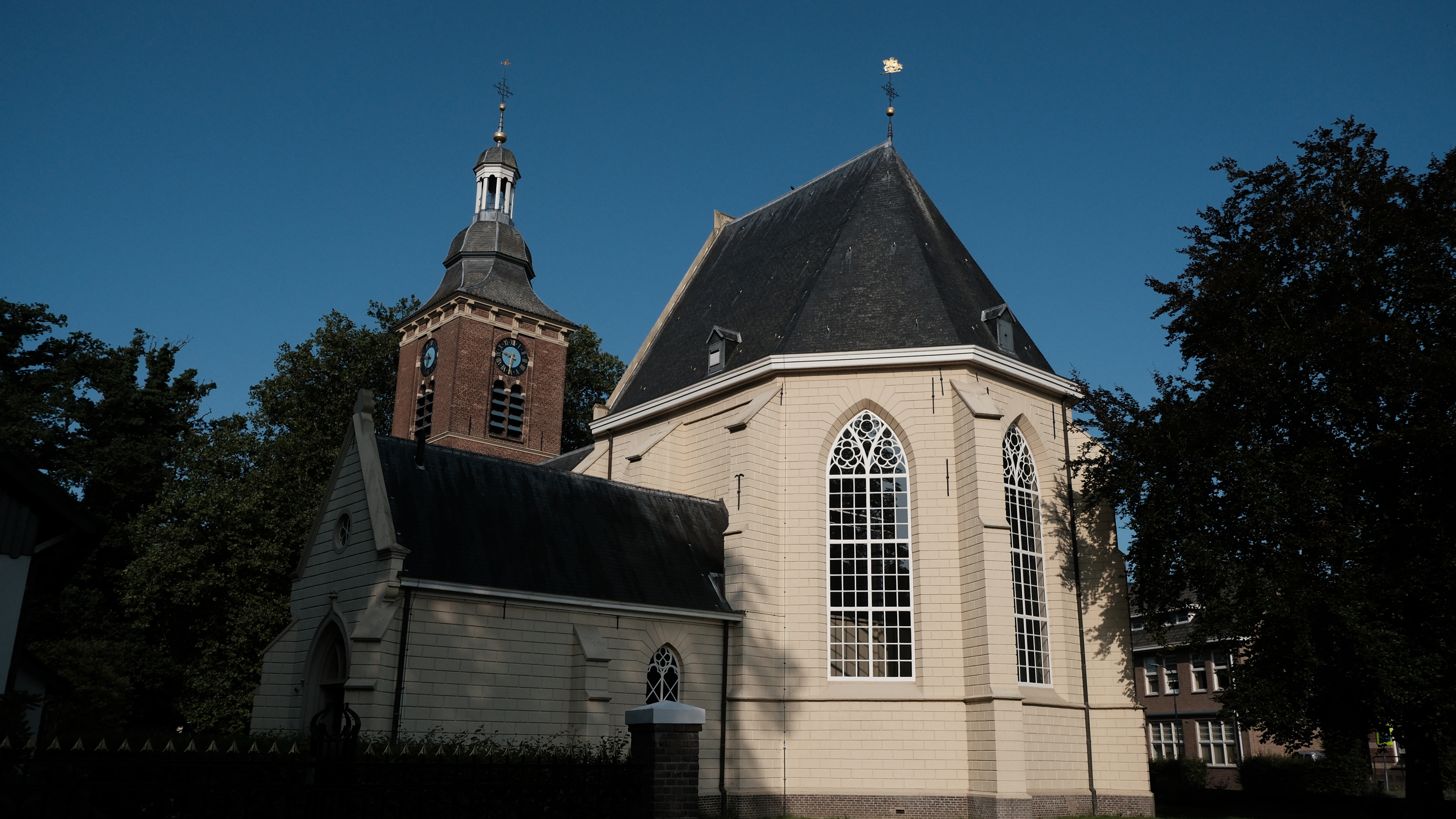
Nederlands-hervormde kerk

In Terborg staan twee kerken. De laatgotische, eenbeukige kerk aan het begin van de Hoofdstraat, bij de oprijlaan naar kasteel Wisch, behoort tot de oudste gebouwen van Terborg en is een rijksmonument. Rond 1370 stond er al een kapel op deze plek. In 1372 liet Hendrik van Wisch een altaar wijden aan Maria en aan de heilige Georgius. In 1382 werd Terborg een zelfstandige parochie (daarvoor viel het onder Etten). Tijdens de Reformatie ging de kerk over van katholieke in hervormde handen. Tegenwoordig is het de Nederlands Hervormde kerk. Het oudste deel van de kerk, het koor, is uit 1517. Het schip ligt op de plek van de oorspronkelijke kapel en in het koor bevindt zich de grafkelder van het geslacht Wisch.
Na de reformatie maakten de katholieken een huiskerk van een schuur aan de Walstraat. In 1843 werd er aan de Hoofdstraat een nieuwe kerk gebouwd (Hoofdstraat 73). Deze waterstaatskerk kreeg in 1877 ook een toren. De huidige rooms-katholieke kerk (Georgiuskerk) in de Hoofdstraat is gebouwd in 1914 (ontwerp: Jan Stuyt), waarbij de toren uit 1877 bewaard is gebleven. In 2018 werd het gebouw een evenementenruimte. De kerk is een gemeentelijk monument.
In 1983 is er in Terborg een Turkse moskee opgericht met de naam Mimar Sinan. De moskee is gehuisvest in een voormalig industrieel gebouw in de Vulkaanstraat. Aan het gebouw zijn twee minaretten toegevoegd. In 2017-2018 werd deze moskee gerenoveerd.
Al vanaf 1808 was er een synagoge in Terborg. Deze is een aantal keer, wegens uitbreiding, verhuisd. Ook waren er twee joodse begraafplaatsen. In november 1987 werden de joodse gemeenten van Terborg en van Doetinchem opgeheven. Ze zijn nu onderdeel van de NIG-Achterhoek.

## Scholen
Tot 2010 waren er drie aparte basisscholen in Terborg. De katholieke basisschool Sint Joris werd opgericht in 1909. Het was gevestigd in een monumentaal 19e-eeuws pand aan de Walstraat. In 1972 werd er vanwege de bouw van een nieuwe wijk een tweede katholieke lagere school geopend: De Rietborgh aan de Borgsche Rieten. Hiernaast was er een openbare basisschool, De Vlieger, aan de Schoolstraat (voorheen: Burgemeester Van Tuyllschool, met een aparte kleuterschool: de Johan Frisokleuterschool).
In 2010 zijn de Sint Jorisschool, de Rietborgh en De Vlieger gefuseerd. Deze school, Dynamiek genaamd, heeft onderdak gekregen in een Kulturhuus, het nieuwe gebouw aan de Borgsche Rieten. In dit pand zijn ook de peuterspeelzaal en kinderopvang ondergebracht.

## Voorzieningen

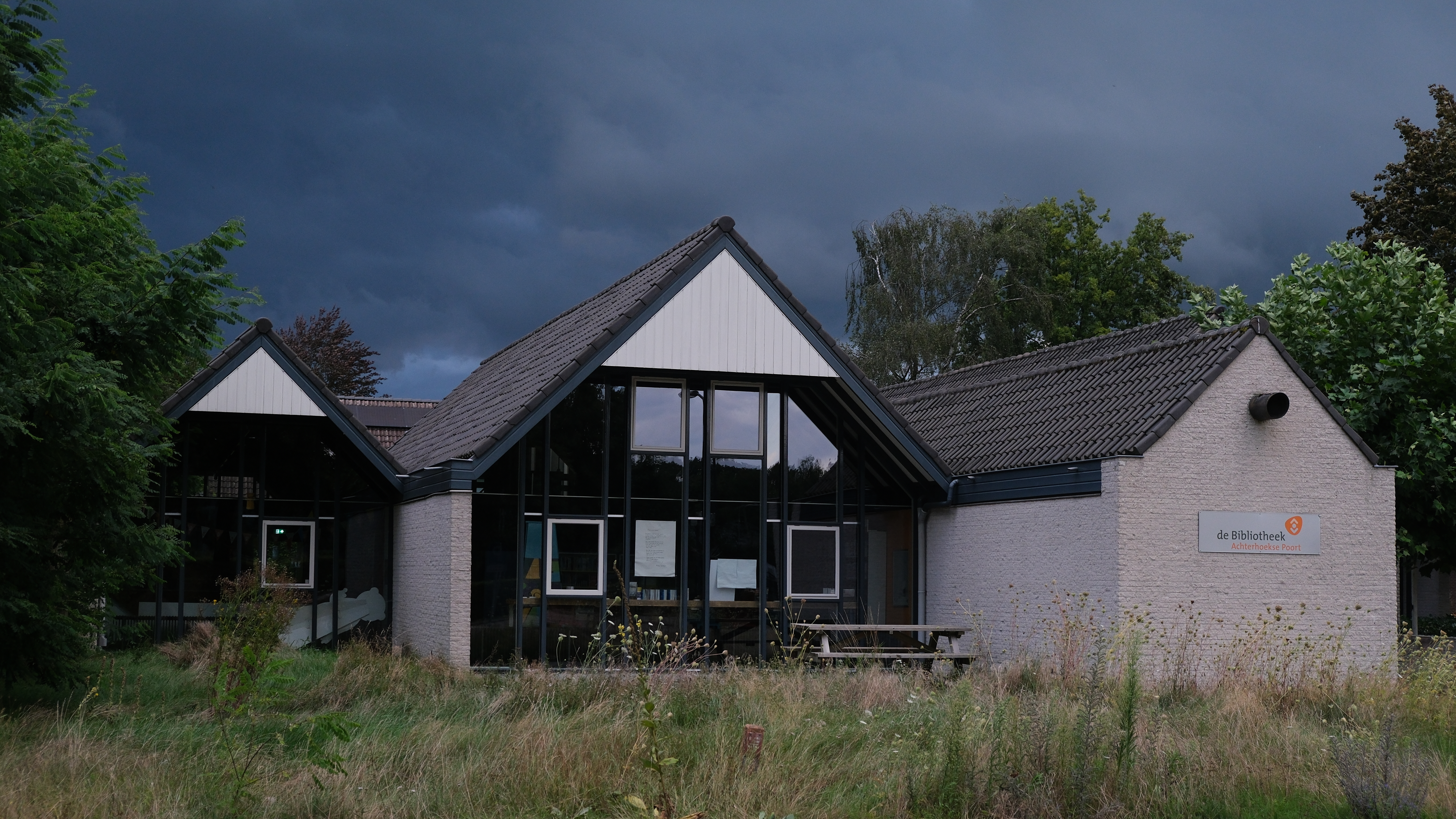
Openbare bibliotheek Silvolde/Terborg.

In en rond de Hoofdstraat van Terborg zijn winkels en horecagelegenheden gevestigd. Aan de Varsseveldseweg ligt discotheek de P8. Bij het treinstation ligt een bushalte waar meerdere buslijnen stoppen. Op de grens tussen Silvolde en Terborg liggen verschillende sportvoorzieningen: het openluchtzwembad Zwembad De Paasberg (sinds 2015 ook een binnenzwembad), sporthal en sportterreinen Sporthal De Paasberg, de tennisbanen van tennisvereniging LTC De Paasberg en een skateveld.
Eveneens bij Silvolde ligt de openbare bibliotheek Silvolde/Terborg, onderdeel van Basisbibliotheek De Achterhoekse Poort. In het centrum van Terborg, aan de Walstraat, ligt cultureel centrum De Kameleon. Het Kantongerecht Terborg is sinds 2013 opgeheven, dit valt nu onder Zutphen.
Naast verschillende sport- en gezelligheidsverenigingen zijn er een aantal verenigingen die de belangen van Terborg behartigen of jaarlijkse evenementen organiseren (zoals de sinterklaasintocht, koningsdag, de dodenherdenking bij het monument, een kinderkamp in de zomer, en een kerstmarkt). Activiteitengroep het Gluujende Peerd organiseert onder meer een dorpskwis (de WischKwisch) en het moordspel Project M.

## Terugkerende evenementen
Elke vrijdagmiddag is er een markt van 13:00-18:00 uur.
Jaarlijks terugkerende evenementen zijn:
- Hemelvaartsmarkt (Hemelvaartsdag)
- Terborg Internationaal A-Jeugdvoetbaltoernooi (in mei)[7]
- De Terborgse kermis (het weekend van de eerste zondag in oktober)
- het Euregio Vocalisten Concours (in oktober)

## Geboren in Terborg
- Hendrik Ovink (1836-1924), architect te Doetinchem
- Hermanus Johannes Lovink (1866-1938), politicus
- Gerrit Wormmeester (1932-2011), hoogleraar en industrieel
- Jan Klein (1944-2000), auteur
- Hans Westerhof (1948), profvoetballer en voetbaltrainer
- Rolf Koster (1968), acteur en zanger
- Paddy Tomesen (1968), architect te Amsterdam
- Bram Schmitz (1977), wielrenner
- Bram Som (1980), atleet
- Sjoerd Ars (1984), profvoetballer

## Oud-inwoners van Terborg
- Jan Hendrik Pliester, 2 september 1756, kerkmeester, burgemeester van Terborg en schout van Wisch
- Arend van den Brandhof, februari 1793, predikant